# 포롬 드 몽레알
포롬 드 몽레알(프랑스어: Forum de Montréal, 영어: Montreal Forum 몬트리올 포럼[*]) 캐나다 퀘벡주 몬트리올에 위치한 실내 경기장이다. 과거 NHL 카나디앵 드 몽레알, 몬트리올 마룬스와 AHL 몬트리올 보이저스의 홈 경기장으로 사용했다.